# Mount Peterson
Mount Peterson är ett berg i Antarktis. Det ligger i Västantarktis. Chile gör anspråk på området. Toppen på Mount Peterson är 930 meter över havet.
Terrängen runt Mount Peterson är platt, och sluttar söderut. Trakten är obefolkad. Det finns inga samhällen i närheten.